# Стежарно (Брагінський район)
Стежарно — (біл. вёска Сцежарнае), село (веска) в складі Брагінського району розташоване в Гомельській області Білорусі. Село підпорядковане Малейківській сільській раді і в ньому мешкає 245 осіб (станом на 2004 рік).
Село Стежарно розташоване на південному сході Білорусі, в південній частині Гомельської області, неподалік від районного центру Брагіна (за 7 кілометрів східніше).